# قمح حبشي
قمح حبشي أو قمح إثيوبي (الاسم العلمي: Triticum aethiopicum)، هو نوع من القمح وثيق الصلة بالقمح القاسي تعتبر إثيوبيا مركز منشأه كما تضم تنوع للعديد من أنواع المحاصيل بما في ذلك أنواع القمح رباعي الصبغيات. القمح الحبشي هو أحد أنواع القمح رباعي الصبغيات المُستَنبَته في إثيوبيا.